# Goniocaulon
Goniocaulon é um género botânico pertencente à família Asteraceae. Inclui uma única espécie, Goniocaulon indicum. É originária da Índia, Paquistão e Sudão.
Goniocaulon indicum foi descrita por (Klein ex Willd.) C.B.Clarke e publicada em Compositae Indicae 236. 1876.
Trata-se de um género reconhecido pelo sistema de classificação filogenética Angiosperm Phylogeny Website.

## Sinonímia
- Athanasia indica Roxb.
- Goniocaulon glabrum Cass.
- Serratula indica Klein ex Willd. basónimo[4]